# Eryngium billardieri
Eryngium billardieri là một loài thực vật có hoa trong họ Hoa tán. Loài này được Delile mô tả khoa học đầu tiên.